# Musée de l'Alta Rocca
Le musée de l'Alta Rocca (corse : Museu di l'Alta Rocca) est un musée d'archéologie, d'ethnologie et d'histoire situé sur la commune de Levie, en Corse-du-Sud dans la micro-région de l'Alta Rocca. Il est aussi connu sous le nom de musée de Levie. Il bénéficie du label musée de France.

## Historique
La conseil départemental de la Corse-du-Sud est à l'origine du projet de construction avec un budget annoncé de 16 millions de francs (soit 2,4 millions d'euros). La livraison d'un bâtiment de 1 100 m2 était prévue pour l'année 2001, à la suite d'un concours remporté par les architectes Dominique Battesti et François Rouanet.
L'arrêté du 17 septembre 2003 lui attribue l’appellation « musée de France ».
Au 1er janvier 2018, le musée est transféré du département à la collectivité de Corse en raison de la création d'une collectivité territoriale unique.

## Espaces d'exposition
Le musée est organisé en quatre espaces qui peuvent être ouverts au public :
- la galerie d'exposition permanente,
- la galerie d'exposition temporaire,
- l'auditorium,
- la salle de documentation.

## Collections de l'exposition permanente
Les fouilles archéologiques conduites dans l'Alta Rocca depuis les années 1960, notamment par Roger Grosjean et François de Lanfranchi, constituent la majeure partie du fonds du musée. Ce sont les vestiges mis au jour dans une soixantaine de sites et au cours de près de 200 prospections qui sont exposés,, avec des objets d’art sacré et des objets du quotidien témoins des activités du monde rural et de sa transformation à partir du XVIIIe siècle.
L'exposition permanente parcourt les 10 000 ans couverts par le fonds du musée, de la période préhistorique, à partir du mésolithique, jusqu'à l'époque moderne et contemporaine.

### Préhistoire
La partie préhistorique du musée témoigne des premiers peuplements connus de la Corse. Sont présentés les activités de prédation, chasse comme pêche, ainsi que l'industrie lithique utilisant des matières premières locales.  
Pour le mésolithique (10000 – 6000 av. J.-C.), les vestiges les plus remarquables proviennent du site d'Araguina-Sennola, proche de Bonifacio, fouillé par François de Lanfranchi et Michel-Claude Weiss. Il s'agit en premier lieu de la Dame de Bonifacio, la plus ancienne sépulture complète mise au jour en Corse,. Pour la même période, les animaux consommés sont le prolagus, le phoque moine, divers poissons ou encore des coquillages. Aucune preuve de la consommation d'oiseau n'a pu être apportée. Ces populations utilisent des ressources locales pour la fabrication d'outils. Elles sont formées par des groupes nomades qui semblent disparaître aux alentours de 6400 av. J.-C.
La partie néolithique expose les débuts de l'élevage dans l'île puis son développement généralisé. Il s'agit de nouveaux groupes humains qui abordent l'île vers 5800 av. J.-C. L'industrie lithique révèle des échanges avec la Sardaigne permettant d'acheminer de nouvelles matières premières, en particulier le silex et l'obsidienne. Le matériel céramique exposé est caractéristique des phases du néolithique : vases à fond rond, décor poinçonné, décor cardial. 

### Protohistoire
L'âge du bronze (2200 – 800 av. J.-C.) est représenté par les sites de Cucuruzzu et d’Araghju, deux casteddi ou villages fortifiés. La céramique provenant de Cucuruzzu, de culture torréenne, présente des formes atypiques : plats, bols ou encore des couvercles. Le mobilier en bronze inclut des haches et des armes. Cette industrie métallurgique montre une augmentation des échanges, ainsi que des distances parcourues, en raison des nouveaux besoins de matières premières. Le musée dispose, dans ses espaces extérieurs, d’une restitution d’une habitation typique de l’âge du Bronze.

Reconstitution d'une habitation typique de l'âge du Bronze
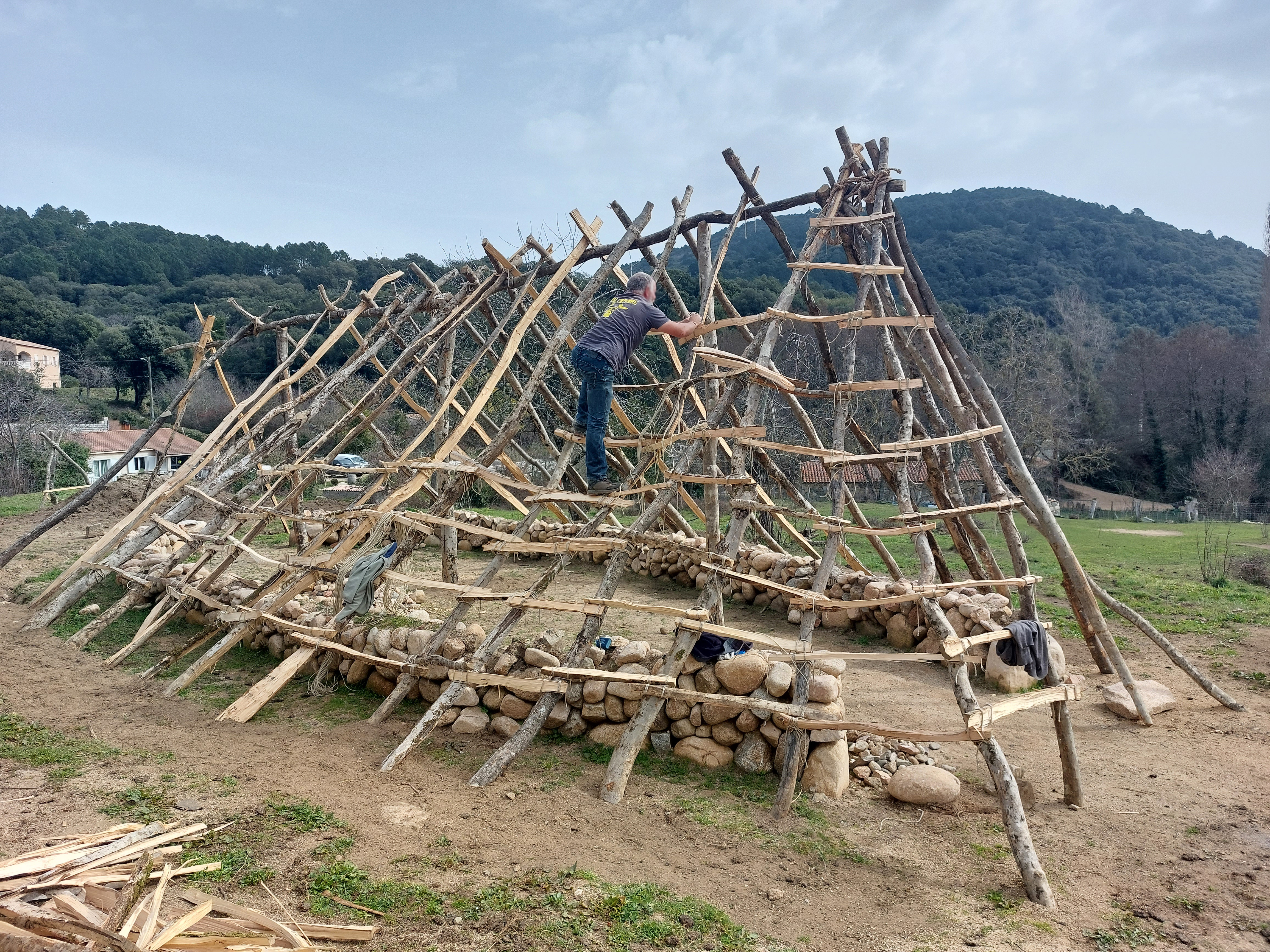
Conception de la structure
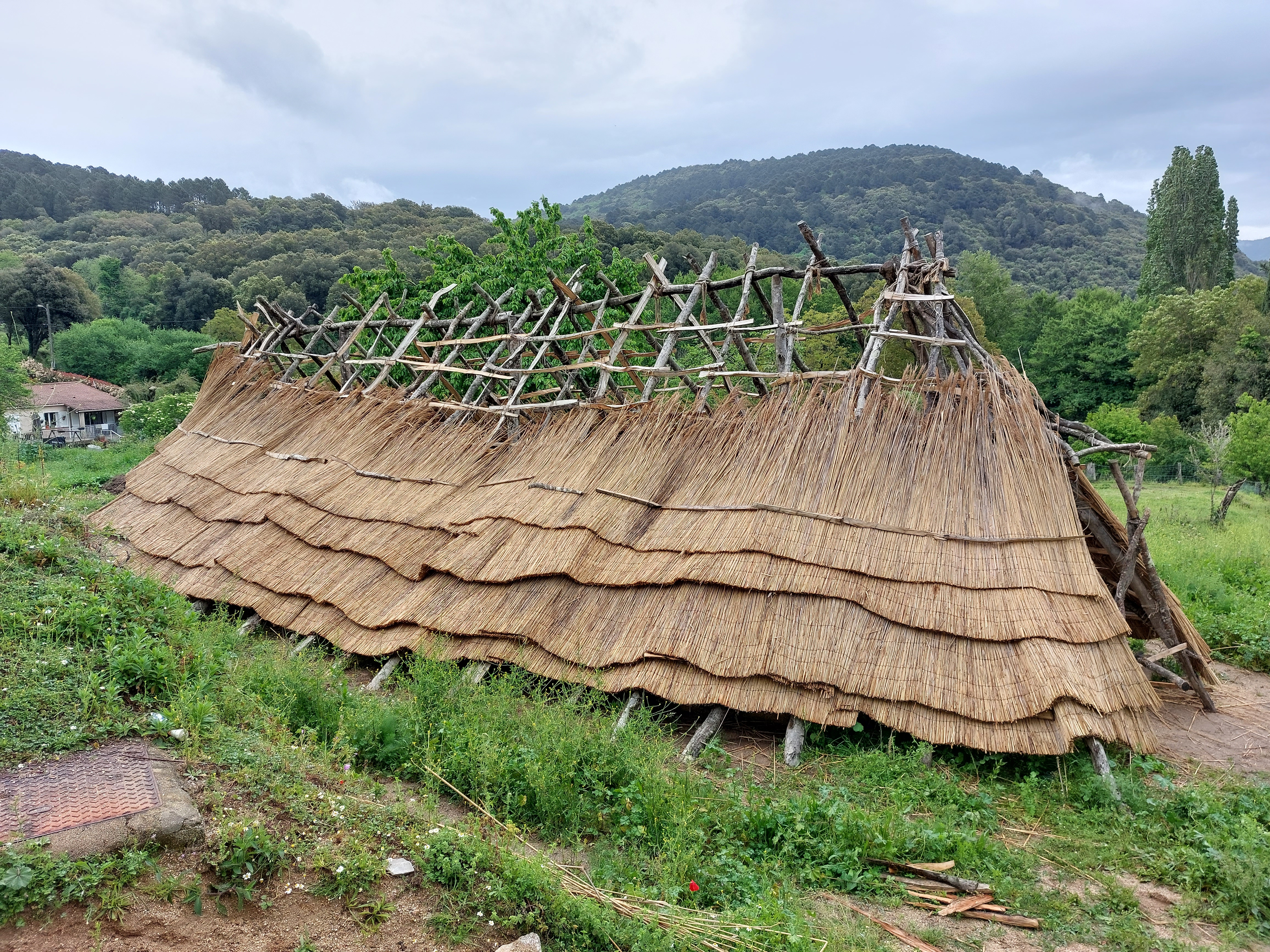
Couverture de la structure en bois
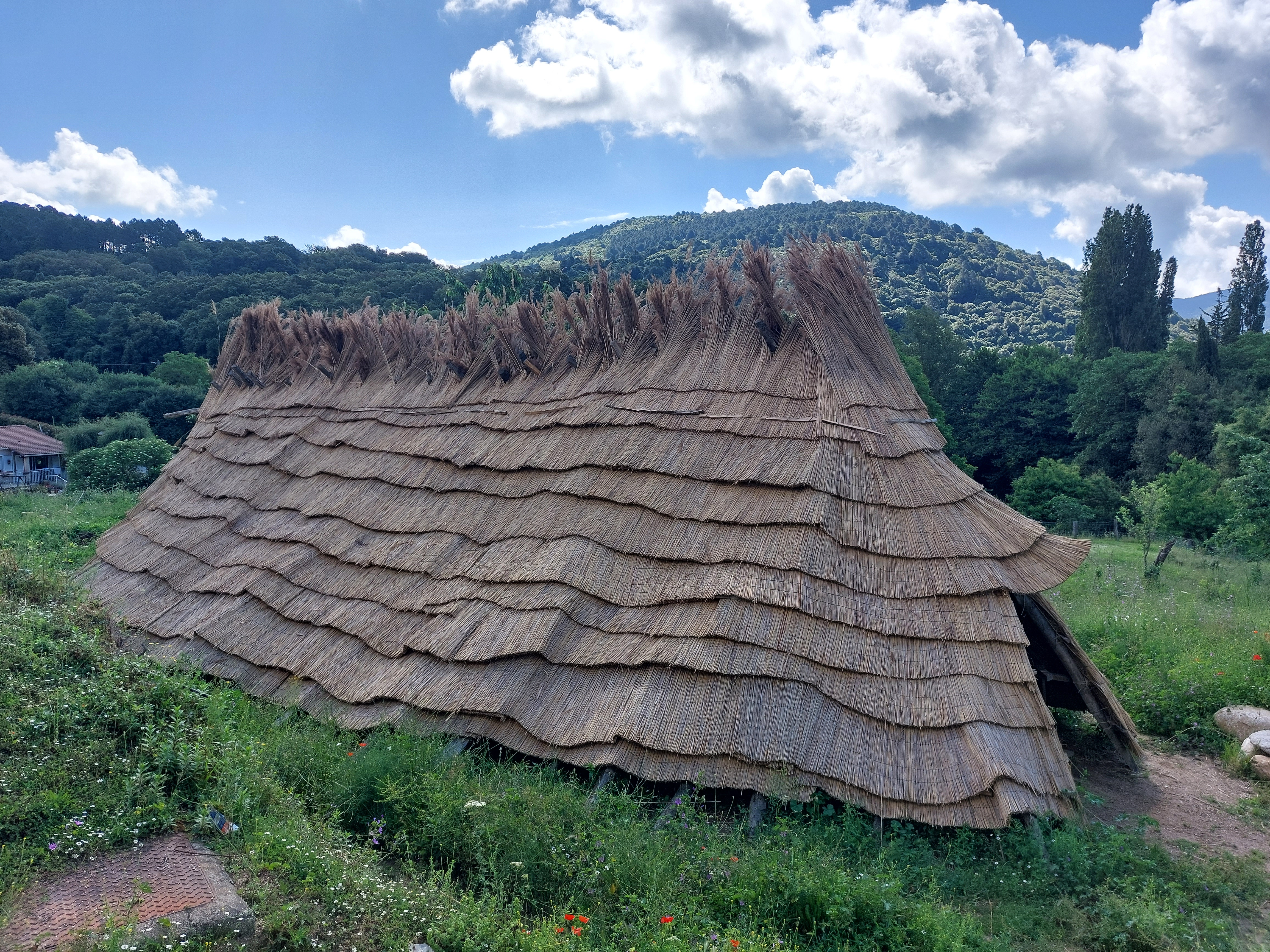
État final

À l'âge du fer (800 – 200 av. J.-C.), l'habitat évolue sur le modèle de villages plus importants et concentrés, mais sans fortification, comme à Cuciurpula,. Le matériel archéologique semble indiquer que les communautés du sud de la Corse vivent alors dans une relative autarcie, malgré quelques échanges avec la Sardaigne. Plusieurs objets en bronze sont exposés, dont les éléments d'une ceinture. À la fin de la période de nouvelles populations d'origine grecque et étrusque, puis romaine, s'installent dans l'île.

### De l'Antiquité à l'époque moderne
Durant toute l'Antiquité, l'Alta Rocca est une des zones périphériques et peu fréquentée de l'île. Ce n'est qu'avec le Moyen Âge que l'on observe un nouvel essor des implantations humaines avec l'apparition de villages, d'églises et de châteaux (Capula, Roccataddata). Parallèlement, la féodalité s'y développe, et la microrégion devient même le fief des seigneurs du sud de l'île, et parmi eux le célèbre Rinucciu della Rocca. L’administration génoise succède ensuite à ce pouvoir féodal, faisant raser les forteresses des Cinarchesi. L'Alta Rocca connaît ensuite une période de troubles marquée par des incursions barbaresques, avant que le calme ne soit restauré à partir de 1600.

## Pièces remarquables
- Dame de Bonifacio, squelette féminin du mésolithique découvert sur le site d'Araguina-Sennola.
- Fragment de la statue-menhir Aravina I.
- Christ en croix en ivoire du XVIe siècle, provenant de l'église paroissiale Saint-Nicolas et offerte par le pape Sixte Quint selon la tradition orale[16].

## Expositions temporaires et manifestations culturelles
- 2003 : Il était une fois Cucuruzzu : aux origines de l'archéologie en Alta Rocca
- 2005 : Ötzi : l'homme venu de la glace]]
- 2005 : Levie : un village des hommes phares
- 2006 : Et l'animal fit l'homme
- 2007 : Rahan à Levie
- 2008 : Mémoires de pierre – Pierres de mémoire
- 2011 : Aline Bologni
- 2011 : Via crucis
- 2011 : Petru Santu à Levie
- 2011 : Restauration des objets du patrimoine
- 2014 : Le Levie des années 20
- 2014 : Et l'Histoire s'écrit
- 2014 : Péché mignon
- 2021 : Paci Eterna – Tombes et outre-tombe
- 2022 : Miel et une abeille. L'apiculture corse : histoire, techniques et enjeux actuels
- 2022 : Réveiller les Dieux – Mario Sepulcre
- 2023 : L'accedi d'i nosci loca – Les oiseaux de nos contrées
- 2023 : À la découverte du patrimoine paléontologique corse
- 2023 : Ode au monde magique
- 2023 : Ochji. Malochju è petr’uchjata
- 2024 : Rencontres célestes

## Galerie

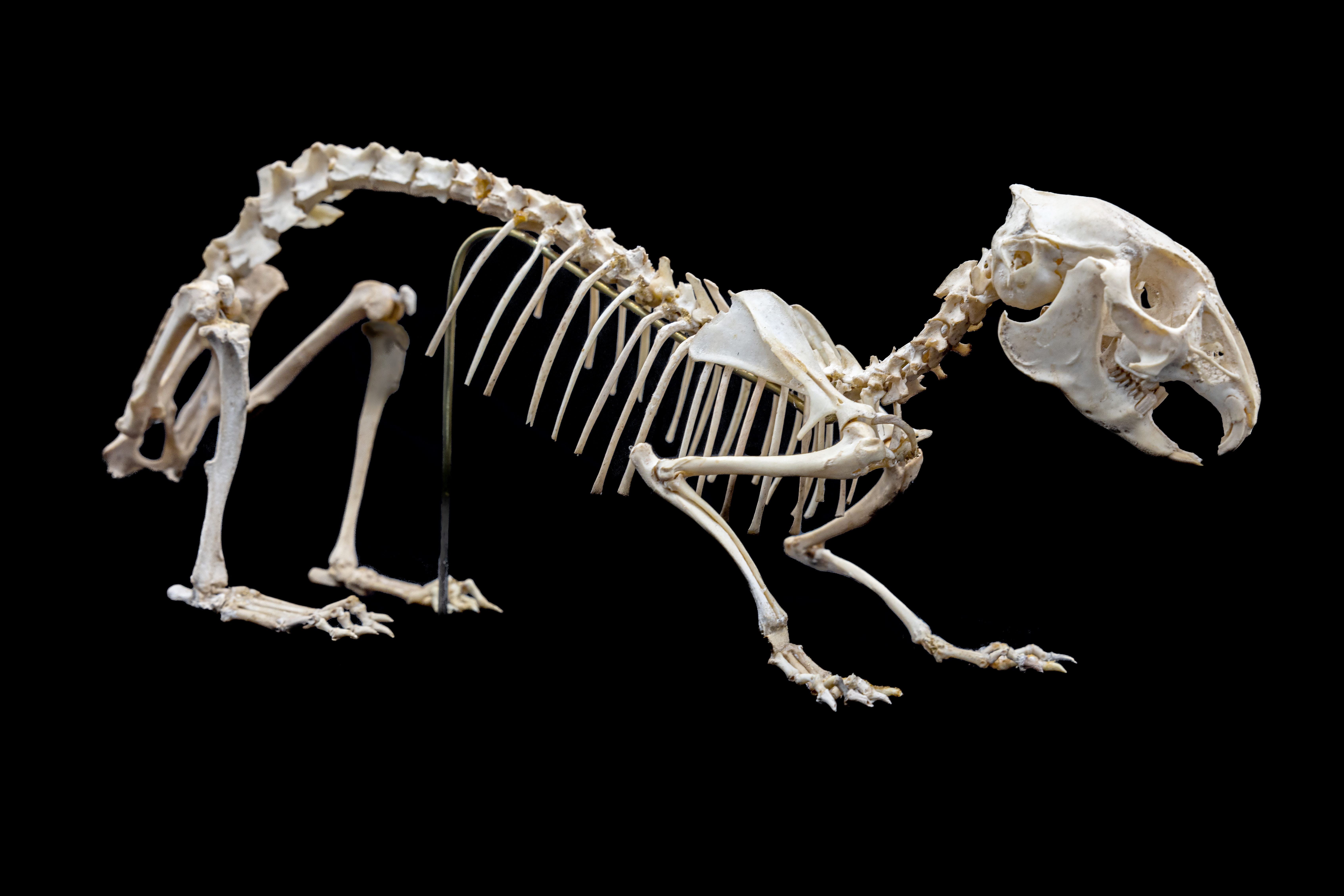
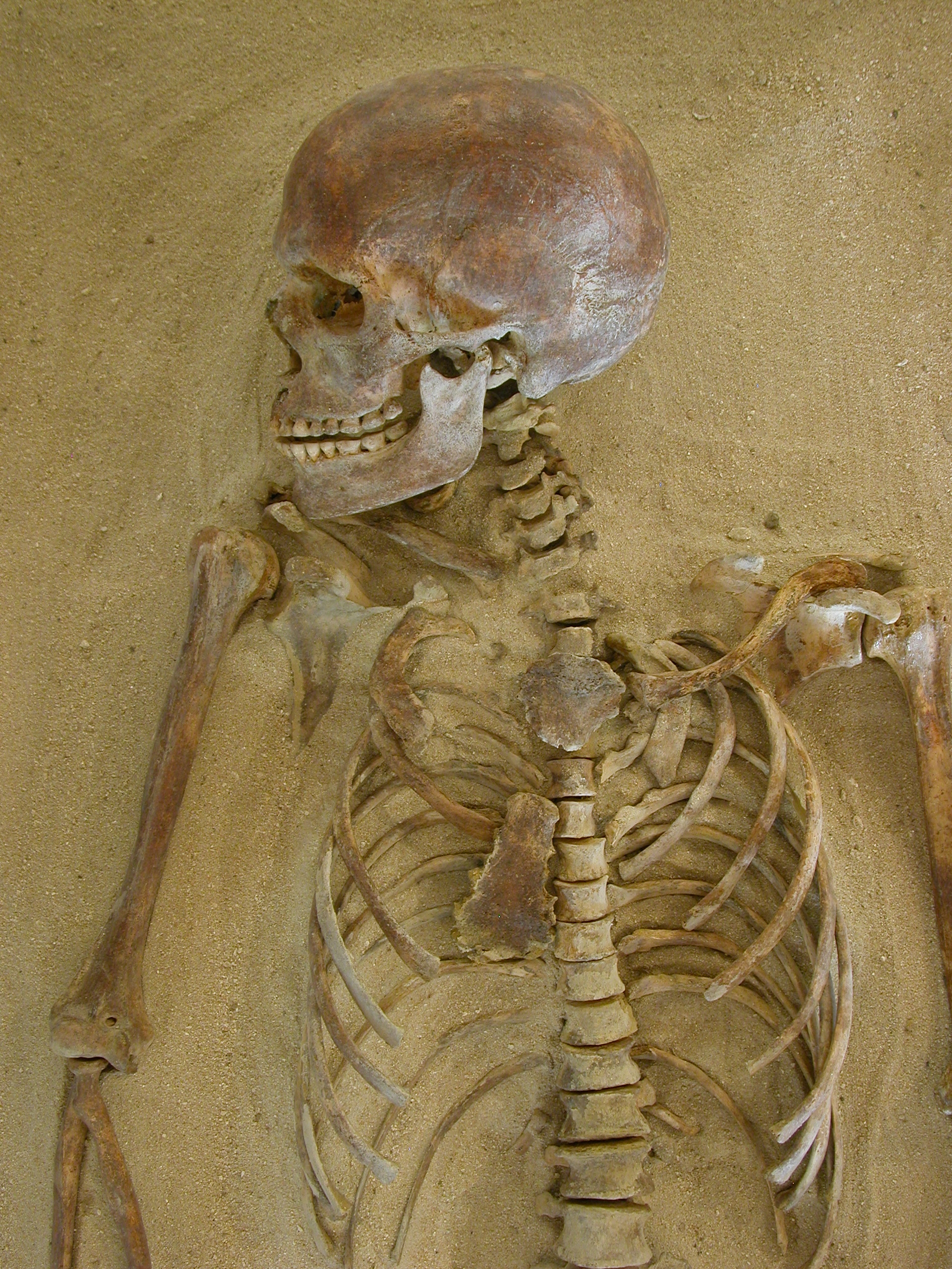
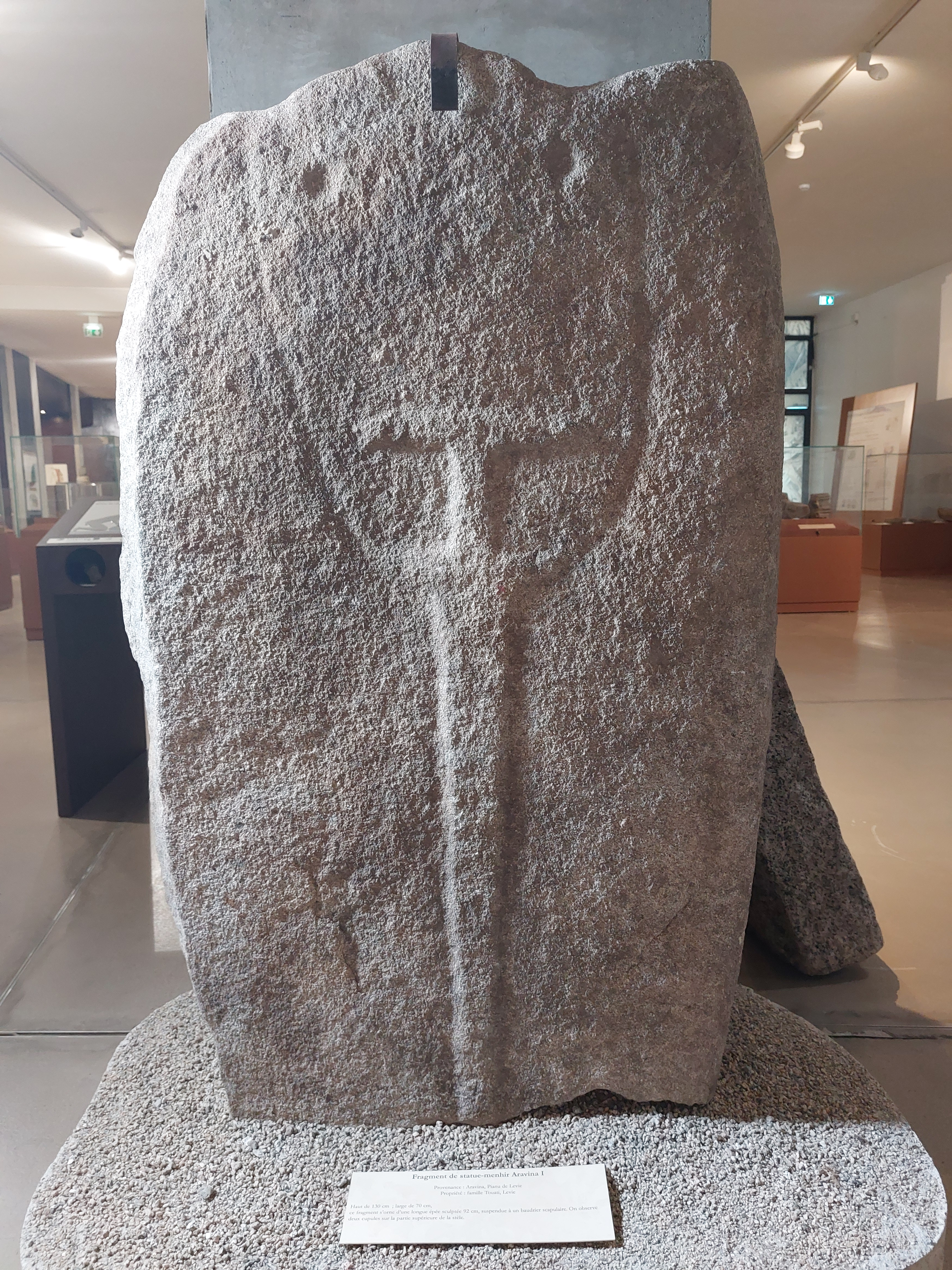
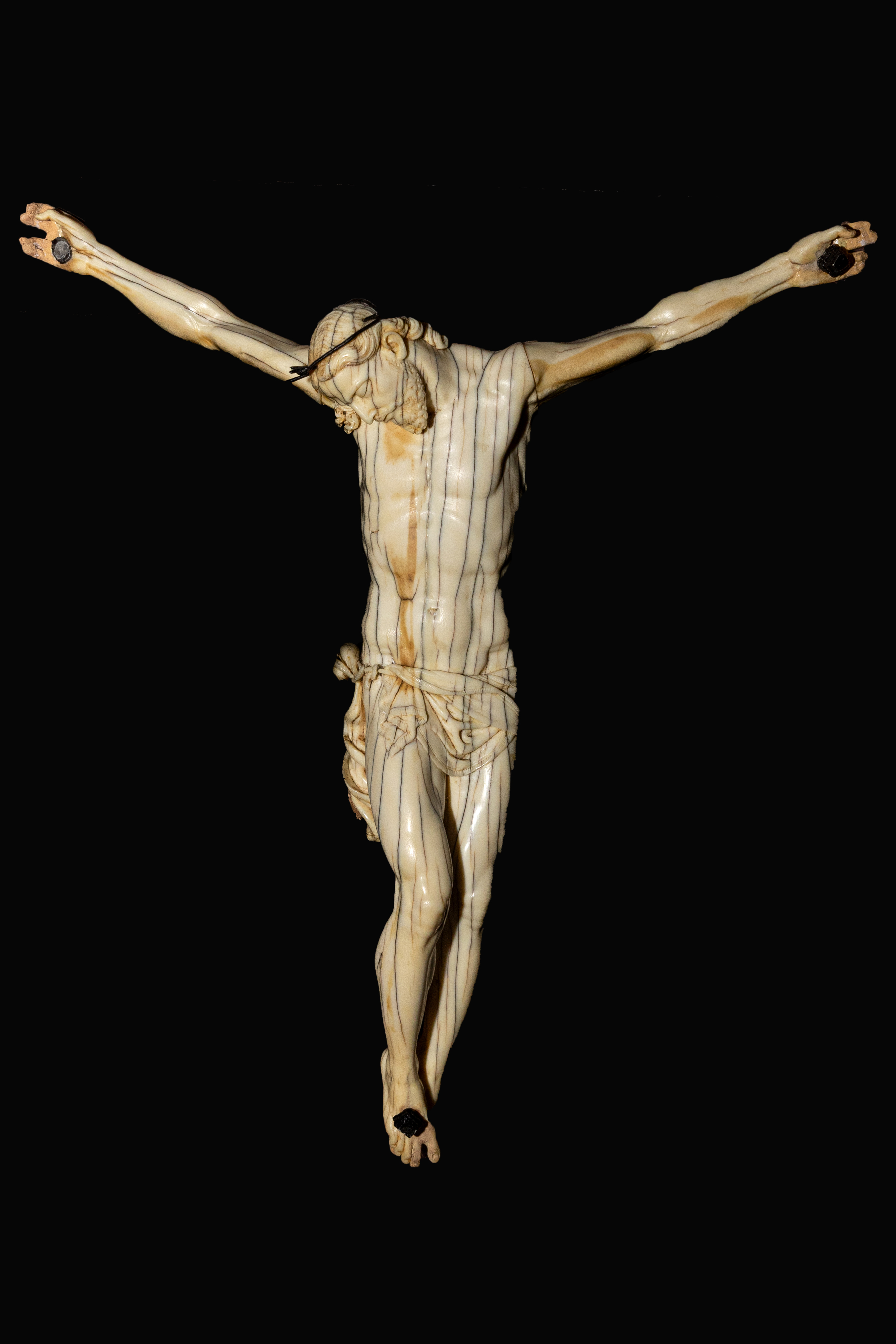